# A World Without Heroes
A World Without Heroes est une chanson du groupe américain Kiss, extrait de l'album Music from "The Elder" paru en 1981. Les crédits sont accordés à Paul Stanley, Gene Simmons, Bob Ezrin et Lou Reed.
Initialement intitulé "Every Little Bit of Your Heart", les paroles ont été modifiées par rapport au concept de l'album, Lou Reed a contribué à la ligne "A world without heroes, is like a world without sun" pour les paroles.
La chanson est une ballade lente qui comprend Gene Simmons au chant et Paul Stanley à la guitare rythmique et solo. Il s'agit du seul single de l'album Music from "The Elder", la chanson atteint la 56e place aux États-Unis et la 55e place au Royaume-Uni.
Un clip vidéo a été tourné pour promouvoir le single et fut la première vidéo de Kiss à être diffusée sur MTV. En 1991, Cher a enregistré une version pour son album Love Hurts.

## Liste des titres
| 1. | A World Without Heroes | Paul Stanley, Gene Simmons, Bob Ezrin, Lou Reed | 2:42 |
| 2. | Mr Blackwell           | Gene Simmons, Lou Reed                          | 4:53 |

## Composition du groupe
- Paul Stanley – guitare rythmique & solo
- Gene Simmons – basse, chant
- Eric Carr – batterie, percussions

## Format
| Année | Pays        | Format                  | Catalogue | Label              |
| ----- | ----------- | ----------------------- | --------- | ------------------ |
| 1981  | ???         | Vinyle 7", Picture-disc | KISS P002 | Casablanca Records |
| 1981  | Royaume-Uni | Vinyle 7"               | KISS 002  | Casablanca Records |